# Discografia de After School
Esta é a discografia do girl group sul-coreano After School. O grupo possui dois álbuns de estúdio, sete álbuns single, treze singles, oito contribuições para trilhas sonoras, vinte e três vídeos musicais e seis singles promocionais.

## Álbuns

### Álbuns de estúdio
| Título                                                                                       | Detalhes do álbum                                                                                   | Melhores posições nas paradas | Melhores posições nas paradas | Vendas         |            |            |            |
| Título                                                                                       | Detalhes do álbum                                                                                   | KOR                           | JPN                           | Vendas         |            |            |            |
| Em coreano                                                                                   | Em coreano                                                                                          | Em coreano                    | Em coreano                    | Em coreano     | Em coreano | Em coreano | Em coreano |
| -------------------------------------------------------------------------------------------- | --------------------------------------------------------------------------------------------------- | ----------------------------- | ----------------------------- | -------------- | ---------- | ---------- | ---------- |
| Virgin                                                                                       | - Lançamento: 28 de abril de 2011 - Gravadora: Pledis Entertainment - Formato: CD, download digital | 2                             | —                             | - KOR: 31.084+ |            |            |            |
| Em japonês                                                                                   | |                               |                               |                |            |            |            |
| Playgirlz                                                                                    | - Lançamento: 14 de março de 2012 - Gravadora: Avex Trax - Formato: CD, download digital            | —                             | 8                             | - JPN: 28.489+ |            |            |            |
| "—" indica lançamentos que não figuraram nas paradas ou que não foram lançados nessa região. | |                               |                               |                |            |            |            |

### Álbuns de compilação
| THE BEST OF AFTERSCHOOL 2009-2012 -Korea Ver.-                                               | - Lançamento: 27 de março de 2013 - Gravadora: Avex Trax - Formato: CD, download digital | A ser lançado | A ser lançado | A ser lançado |
| "—" indica lançamentos que não figuraram nas paradas ou que não foram lançados nessa região. |                                                                                          |               |               |               |

## Singles

### Como artista principal
| 2009                                                                                         | New Schoolgirl Título da canção: "AH"               | 5  | 10 | —  | —  | —  | —  | - KOR: 10.000+ | THE BEST OF AFTERSCHOOL 2009-2012 -Korea Ver.- |
| 2009                                                                                         | "Diva"                                              | —  | 9  | —  | —  | —  | —  |                | THE BEST OF AFTERSCHOOL 2009-2012 -Korea Ver.- |
| 2009                                                                                         | "Because of You"                                    | 2  | 1  | —  | —  | —  | —  | - KOR: 20.000+ | Virgin                                         |
| 2010                                                                                         | "Bang!"                                             | 2  | 2  | —  | —  | —  | —  | - KOR: 17.000+ | Virgin                                         |
| 2010                                                                                         | Happy Pledis Título da canção: "Love Love Love"     | 2  | 8  | —  | —  | —  | —  | - KOR: 11.000+ | THE BEST OF AFTERSCHOOL 2009-2012 -Korea Ver.- |
| 2011                                                                                         | "Shampoo"                                           | —  | 4  | —  | —  | —  | —  |                | Virgin                                         |
| 2011                                                                                         | Red (A.S. RED) Título da canção: "In The Night Sky" | 21 | 9  | 24 | —  | —  | —  | - KOR: 14.000+ | THE BEST OF AFTERSCHOOL 2009-2012 -Korea Ver.- |
| 2011                                                                                         | Blue (A.S. BLUE) Título da canção: "Wonder Boy"     | 18 | 15 | 31 | —  | —  | —  | - KOR: 12.000+ | THE BEST OF AFTERSCHOOL 2009-2012 -Korea Ver.- |
| 2012                                                                                         | "Flashback"                                         | 3  | 14 | 10 | —  | —  | —  | - KOR: 16.885+ | THE BEST OF AFTERSCHOOL 2009-2012 -Korea Ver.- |
| 2013                                                                                         | "First Love"                                        | 11 | 7  | —  | —  | —  | —  |                | TBA                                            |
| Em japonês                                                                                   |                                                     |    |    |    |    |    |    |                |                                                |
| 2011                                                                                         | "Bang!"                                             | —  | —  | —  | 7  | 10 | 31 | - JPN: 42.363+ | Playgirlz                                      |
| 2011                                                                                         | "Diva"                                              | —  | —  | —  | 12 | 26 | 68 | - JPN: 20.294+ | Playgirlz                                      |
| 2012                                                                                         | "Rambling Girls" / "Because of You"                 | —  | —  | —  | 7  | 24 | 86 | - JPN: 17.029+ | Playgirlz                                      |
| 2012                                                                                         | "Lady Luck" / "Dilly Dally"                         | —  | —  | —  | 6  | 20 | 27 | - JPN: 17.572+ | TBA                                            |
| "—" indica lançamentos que não figuraram nas paradas ou que não foram lançados nessa região. |                                                     |    |    |    |    |    |    |                |                                                |

### Como artista convidado
| Ano                                                                                          | Título                             | Melhores posições nas paradas | Melhores posições nas paradas | Melhores posições nas paradas | Álbum                |
| Ano                                                                                          | Título                             | KOR Gaon                      | JPN Billboard                 | JPN RIAJ                      | Álbum                |
| Em coreano                                                                                   | Em coreano                         | Em coreano                    | Em coreano                    | Em coreano                    | Em coreano           |
| -------------------------------------------------------------------------------------------- | ---------------------------------- | ----------------------------- | ----------------------------- | ----------------------------- | -------------------- |
| 2009                                                                                         | "Amoled" (com Son Dam Bi)          | 5                             | —                             | —                             | Lançamento sem álbum |
| Em japonês                                                                                   |                                    |                               |                               |                               |                      |
| 2011                                                                                         | "Make it Happen" (com Namie Amuro) | —                             | 73                            | 10                            | Checkmate!           |
| "—" indica lançamentos que não figuraram nas paradas ou que não foram lançados nessa região. |                                    |                               |                               |                               |                      |

### Singles promocionais
| Ano                                                                                          | Título         | Melhores posições nas paradas | Melhores posições nas paradas | Melhores posições nas paradas | Álbum          |
| Ano                                                                                          | Título         | KOR Gaon                      | JPN Billboard                 | JPN RIAJ                      | Álbum          |
| Em coreano                                                                                   | Em coreano     | Em coreano                    | Em coreano                    | Em coreano                    | Em coreano     |
| -------------------------------------------------------------------------------------------- | -------------- | ----------------------------- | ----------------------------- | ----------------------------- | -------------- |
| 2009                                                                                         | "Dream Girl"   | 20                            | —                             | —                             | VS Tokyo Girls |
| 2011                                                                                         | "Play Ur Love" | 102                           | —                             | —                             | Virgin         |
| Em japonês                                                                                   |                |                               |                               |                               |                |
| 2012                                                                                         | "Just in time" | —                             | —                             | 45                            | Playgirlz      |
| "—" indica lançamentos que não figuraram nas paradas ou que não foram lançados nessa região. |                |                               |                               |                               |                |

## Outras canções
| 2009                                                                                         | "When I Fall"                 | 98  | Because of You       |
| 2010                                                                                         | "Because of You" (remix)      | 76  | Lançamento sem álbum |
| 2010                                                                                         | "Let's Do It!"                | 127 | Bang!                |
| 2010                                                                                         | "With U"                      | 71  | Bang!                |
| 2010                                                                                         | "Someone Is You"              | 123 | Happy Pledis         |
| 2011                                                                                         | "Virgin"                      | 181 | Virgin               |
| 2011                                                                                         | "Hollywood"                   | 117 | RED                  |
| 2011                                                                                         | "Lady"                        | 114 | BLUE                 |
| 2012                                                                                         | "Rip Off" (versão em coreano) | 178 | Flashback            |
| 2012                                                                                         | "Eyeline"                     | 191 | Flashback            |
| "—" indica lançamentos que não figuraram nas paradas ou que não foram lançados nessa região. |                               |     |                      |

## Trilhas sonoras
| 2009                                                                                         | "Spring Chicken Soup" (Jung Joon Ha & After School)                           | —  | —  | Olympic Duet Song Festival                      |
| 2009                                                                                         | "Half" (After School feat. Sunny Side) (trilha sonora para Tamra, the Island) | —  | —  | Tamra, the Island' OST                          |
| 2010                                                                                         | "You're Cute" (Jungah) (trilha sonora para Pasta)                             | 16 | —  | Pasta' OST                                      |
| 2010                                                                                         | "Dreams Again!"                                                               | 68 | —  | The Shouts Of Reds. United Korea (recompactado) |
| 2011                                                                                         | "Beautiful Girl" (Lizzy) (trilha sonora para All My Love)                     | —  | —  | All My Love OST                                 |
| 2011                                                                                         | "Love Letter" (Son Dam Bi, After School & Pledis Boys)                        | 37 | 43 | Happy Pledis 2012 'Love Letter'                 |
| 2011                                                                                         | "Have You Forgotten?" (trilha sonora para Light and Shadow)                   | 38 | 56 | Lights and Shadows OST                          |
| 2012                                                                                         | "Shining Girl" (Raina feat. Mansung) (trilha sonora para My Shining Girl)     | —  | —  | My Shining Girl OST Part.2                      |
| 2012                                                                                         | "Mermaid Princess" (Lizzy com Jiyoung, Bora, Sunhwa & Gayoon)                 | 10 | 12 | 2012 SBS Gayo Daejun The Color Of K- Pop        |
| 2012                                                                                         | "This Person" (Nana com Nicole, Hyuna, Hyolin & Hyosung)                      | 2  | 6  | 2012 SBS Gayo Daejun The Color Of K- Pop        |
| "—" indica lançamentos que não figuraram nas paradas ou que não foram lançados nessa região. |                                                                               |    |    |                                                 |

## Videografia

### DVDs
| AFTERSCHOOL First Japan Tour 2012 -PLAYGIRLZ-                                                | - Lançamento: 27 de março de 2013 - Língua: Japonês - Gravadora: Avex Trax - Formato: DVD | A ser lançado | A ser lançado | A ser lançado |
| "—" indica lançamentos que não figuraram nas paradas ou que não foram lançados nessa região. |                                                                                           |               |               |               |

### Vídeos musicais
| Ano  | Single                             | Notas                                                                            |
| ---- | ---------------------------------- | -------------------------------------------------------------------------------- |
| 2009 | "AH!"                              | Estreia                                                                          |
| 2009 | "Diva"                             | Uee junta-se como nova integrante                                                |
| 2009 | "Dream Girl"                       |                                                                                  |
| 2009 | "Amoled"                           | Com Son Dam Bi para a promoção do telefone AMOLED da Samsung                     |
| 2009 | "Because of You"                   | Raina e Nana juntam-se como novas integrantes                                    |
| 2010 | "Lets Do It!"                      | Lizzy junta-se como nova integrante                                              |
| 2010 | "Bang!"                            |                                                                                  |
| 2010 | "Dreams Again!"                    | Canção para a Copa do Mundo FIFA de 2010                                         |
| 2010 | "Love Love Love"                   | Sem a participação de Bekah                                                      |
| 2011 | "Make It Happen" (com Namie Amuro) | E-Young junta-se como nova integrante                                            |
| 2011 | "Shampoo"                          |                                                                                  |
| 2011 | "Let's Step Up"                    |                                                                                  |
| 2011 | "Play Ur Love"                     | Kahi, Jung-ah, Raina e Nana                                                      |
| 2011 | "Wonder Boy"                       | A.S Blue                                                                         |
| 2011 | "In The Night Sky"                 | A.S Red                                                                          |
| 2011 | "Bang!"                            | Versão em japonês                                                                |
| 2011 | "Diva"                             | Versão em japonês                                                                |
| 2011 | "Love Letter"                      | Com a família Pledis                                                             |
| 2012 | "Rambling Girls"                   | Primeira faixa-título em japonês                                                 |
| 2012 | "Lady Luck"                        | Segunda faixa-título em japonês                                                  |
| 2012 | "Flashback"                        | Kaeun junta-se como nova integrante. Primeiro comeback coreano em 2012 sem Kahi. |

## Discografia de Orange Caramel
A seguir está a discografia da sub-unidade Orange Caramel.

### Álbuns de estúdio
| Título                                                                                       | Detalhes do álbum                                                                                      | Melhores posições nas paradas | Melhores posições nas paradas | Vendas                       |            |            |            |
| Título                                                                                       | Detalhes do álbum                                                                                      | KOR                           | JPN                           | Vendas                       |            |            |            |
| Em coreano                                                                                   | Em coreano                                                                                             | Em coreano                    | Em coreano                    | Em coreano                   | Em coreano | Em coreano | Em coreano |
| -------------------------------------------------------------------------------------------- | --- | ----------------------------- | ----------------------------- | ---------------------------- | ---------- | ---------- | ---------- |
| Lipstick                                                                                     | - Lançamento: 12 de setembro de 2012 - Gravadora: Pledis Entertainment - Formato: CD, download digital | 3                             | 92                            | - KOR: 15.324+ - JPN: 2.187+ |            |            |            |
| Em japonês                                                                                   | |                               |                               |                              |            |            |            |
| Orange Caramel                                                                               | - Lançamento: 13 de março de 2013 - Gravadora: Avex Trax - Formato: CD, download digital               | A ser lançado                 | A ser lançado                 | A ser lançado                |            |            |            |
| "—" indica lançamentos que não figuraram nas paradas ou que não foram lançados nessa região. | |                               |                               |                              |            |            |            |

### Extended plays
| The First Mini Album                                                                         | - Lançamento: 17 de junho de 2010 - Gravadora: Pledis Entertainment - Formato: CD, download digital    | 2  | — | - KOR: — |
| The Second Mini Album                                                                        | - Lançamento: 18 de novembro de 2010 - Gravadora: Pledis Entertainment - Formato: CD, download digital | 10 | — | - KOR: — |
| "—" indica lançamentos que não figuraram nas paradas ou que não foram lançados nessa região. | |    |   |          |

### Singles
| Ano                                                                                          | Singles                                                 | Melhores posições nas paradas | Melhores posições nas paradas | Melhores posições nas paradas | Melhores posições nas paradas | Melhores posições nas paradas | Vendas         | Álbum                |            |            |
| Ano                                                                                          | Singles                                                 | KOR Gaon                      | KOR Gaon                      | KOR Hot 100                   | JPN Oricon                    | JPN Hot 100                   | Vendas         | Álbum                |            |            |
| Ano                                                                                          | Singles                                                 | Álbum                         | Digital                       | KOR Hot 100                   | JPN Oricon                    | JPN Hot 100                   | Vendas         | Álbum                |            |            |
| Em coreano                                                                                   | Em coreano                                              | Em coreano                    | Em coreano                    | Em coreano                    | Em coreano                    | Em coreano                    | Em coreano     | Em coreano           | Em coreano | Em coreano |
| -------------------------------------------------------------------------------------------- | ------------------------------------------------------- | ----------------------------- | ----------------------------- | ----------------------------- | ----------------------------- | ----------------------------- | -------------- | -------------------- | ---------- | ---------- |
| 2010                                                                                         | "Magic Girl"                                            | —                             | 18                            | —                             | —                             | —                             |                | Lipstick             |            |            |
| 2010                                                                                         | "A~ing♡"                                                | —                             | 5                             | —                             | —                             | —                             |                | Lipstick             |            |            |
| 2011                                                                                         | "Bangkok City"                                          | 3                             | 3                             | —                             | —                             | —                             | - KOR: 7.966+  | Lipstick             |            |            |
| 2011                                                                                         | "Shanghai Romance"                                      | 6                             | 8                             | 7                             | —                             | —                             | - KOR: 8.084+  | Lipstick             |            |            |
| 2011                                                                                         | "Funny Hunny"                                           | —                             | 8                             | 10                            | —                             | —                             |                | Lançamento sem álbum |            |            |
| 2012                                                                                         | "Lipstick"                                              | —                             | 5                             | 2                             | —                             | —                             |                | Lipstick             |            |            |
| 2012                                                                                         | "Dashing Through the Snow in High Heels" (feat. NU'EST) | —                             | 25                            | 16                            | —                             | —                             |                | Lançamento sem álbum |            |            |
| Em japonês                                                                                   |                                                         |                               |                               |                               |                               |                               |                |                      |            |            |
| 2012                                                                                         | "Yasashii Akuma"                                        | —                             | —                             | —                             | 10                            | 23                            | - JPN: 13.739+ | Orange Caramel       |            |            |
| 2012                                                                                         | "Lipstick / Lamu no Love Song"                          | —                             | —                             | —                             | 12                            | 96                            | - JPN: 12.235+ | Orange Caramel       |            |            |
| "—" indica lançamentos que não figuraram nas paradas ou que não foram lançados nessa região. |                                                         |                               |                               |                               |                               |                               |                |                      |            |            |

### Outras canções
| 2010                                                                                         | "Love Does Not Wait" | 192 | Lipstick |
| 2010                                                                                         | "Not Yet..."         | 42  | Lipstick |
| 2011                                                                                         | "Close Your Eyes"    | 145 | Lipstick |
| 2012                                                                                         | "Milkshake"          | 198 | Lipstick |
| "—" indica lançamentos que não figuraram nas paradas ou que não foram lançados nessa região. |                      |     |          |

### Vídeos musicais
| Ano  | Vídeo musical                     | Duração |
| ---- | --------------------------------- | ------- |
| 2010 | "Magic Girl"                      | 3:29    |
| 2010 | "A~ing♡"                          | 3:44    |
| 2010 | "A~ing♡" (versão de dança)        | 3:31    |
| 2011 | "Bangkok City"                    | 3:07    |
| 2011 | "Shanghai Romance"                | 3:49    |
| 2011 | "Funny Hunny"                     | 3:09    |
| 2011 | "Funny Hunny" (versão de estúdio) | 3:10    |
| 2012 | "My Sweet Devil"                  | 3:14    |
| 2012 | "Lipstick"                        | 3:27    |
| 2012 | "Lipstick" (versão em japonês)    |         |
| 2012 | "Lamu no Love Song"               |         |

## Discografia solo

### Extended plays
| Come Back, You Bad Person (solo de Park Kahi)                                                | - Lançamento: 14 de fevereiro de 2011 - Gravadora: Pledis Entertainment - Formato: CD, download digital | 6 | — | - KOR: 3.298+ |
| "—" indica lançamentos que não figuraram nas paradas ou que não foram lançados nessa região. | |   |   |               |

### Singles
| 2011                                                                                         | "Come Back, You Bad Person" (solo de Park Kahi) | 17 | Come Back, You Bad Person     |
| 2011                                                                                         | "Sok Sok Sok" (solo de Uee)                     | 64 | Sok Sok Sok (single)          |
| 2011                                                                                         | "Take Me To The Place" (solo de Bekah)          | 80 | Take Me To The Place (single) |
| "—" indica lançamentos que não figuraram nas paradas ou que não foram lançados nessa região. |                                                 |    |                               |